# Gare de Gammerages
La gare de Gammerages (nom officiel, sur le réseau, en flamand et en français : Galmaarden) est une gare ferroviaire belge de la ligne 123, de Grammont à Braine-le-Comte. Elle est située sur le territoire de la commune de Gammerages dans la province du Brabant flamand, en région flamande.

## Situation ferroviaire
Établie à 35 mètres d'altitude, la gare de Gammerages est située au point kilométrique (PK) 8,020 de la ligne 123, de Grammont à Braine-le-Comte, entre les gares ouvertes de Tollembeek et de Viane-Moerbeke,.

## Histoire
La gare de « Gammerages » est mise en service le 5 janvier 1867 par la « Compagnie du chemin de fer de Braine-le-Comte à Gand » lorsqu'elle ouvre à l'exploitation les 29 km de sa ligne. La ligne et ses gares sont intégrées, l'année suivante, dans le réseau de l'administration des Chemins de fer de l'État belge. 
En 1896, la gare porte un double nom « Gammerages/Galmaarde ». C'est toujours le cas au début des années 1900, le double nom étant indiqué sur le pignon à gradin du bâtiment d'origine.
En 1916, le nom de la gare est modifié en « Galmaarden (Gammerages) ».
Depuis le 28 juin 2013, les guichets de vente de billets de cette gare sont fermés et la gare n'est plus qu’un arrêt.

## Service des voyageurs

### Accueil
Halte SNCB, c'est un point d'arrêt non géré (PANG) à accès libre. Elle équipée d'un automate pour l'achat des titres de transports et elle dispose d'aménagement pour les personnes en situation de handicap : toilette aménagé et quais surélevé.

### Desserte
Gammerages  est desservie par des trains Suburbains (S5 et S6),.

#### Semaine
En semaine, la gare est desservie par des trains S6 entre Schaerbeek et Denderleeuw via Bruxelles-Central, Hal, Enghien et Grammont, circulant toutes les heures.
Des trains supplémentaires en heure de pointe (S5 et S6) se rajoutent à la desserte régulière d'Hérinnes :
- huit trains S5 de Malines à Grammont via Evere, Schuman, Hal et Enghien (trois dans le sens Grammont - Malines et deux dans le sens inverse le matin ; trois dans le sens Malines - Grammont l'après-midi) ;
  - le matin, un de ces trains S5 est scindé en gare de Grammont et continue vers Denderleeuw en tant que train P (rapide) tandis que l'autre moitié circule comme train S6 (à arrêts fréquents) vers la même gare de Denderleeuw.
- un train S6 Grammont - Bruxelles-Midi qui poursuit ensuite sa route comme train S8 en direction d'Ottignies (le matin) ;
- un train S6 Grammont - Schaerbeek (le matin, retour l'après-midi) ;
- un train S6 Bruxelles-Midi - Grammont provenant de la gare d'Ottignies en tant que train S8 (l'après-midi) ;
- un train S6 Enghien - Grammont (en fin d'après-midi).

#### Week-ends et fériés
Les week-ends et jours fériés, Gammerages est seulement desservie par un train S6 chaque heure reliant Schaerbeek à Denderleeuw.

### Intermodalité
Un parc pour les vélos et un parking pour les véhicules, avec trois place réservées handicap, y sont aménagés. Des arrêts de bus (ligne 72) sont situés à quelques pas sur la Stationsstraat.

## Comptage voyageurs
Ce graphique et tableau montre le nombre de voyageurs embarquant en moyenne durant la semaine, le samedi et le dimanche.
| Nombre de passagers qui embarquent à la gare de Gammerages | Nombre de passagers qui embarquent à la gare de Gammerages | Nombre de passagers qui embarquent à la gare de Gammerages | Nombre de passagers qui embarquent à la gare de Gammerages |
|                                                            | Semaine                                                    | Samedi                                                     | Dimanche                                                   |
| ---------------------------------------------------------- | ---------------------------------------------------------- | ---------------------------------------------------------- | ---------------------------------------------------------- |
| 1977                                                       | 788                                                        | 47                                                         | 39                                                         |
| 1978                                                       | 827                                                        | 50                                                         | 42                                                         |
| 1979                                                       | 773                                                        | 61                                                         | 49                                                         |
| 1980                                                       | 726                                                        | 42                                                         | 32                                                         |
| 1981                                                       | 806                                                        | 67                                                         | 39                                                         |
| 1982                                                       | 622                                                        | 52                                                         | 27                                                         |
| 1983                                                       | 632                                                        | 26                                                         | 17                                                         |
| 1984                                                       | 622                                                        | 66                                                         | 47                                                         |
| 1985                                                       | 686                                                        | 76                                                         | 68                                                         |
| 1986                                                       | 781                                                        | 51                                                         | 50                                                         |
| 1987                                                       | 858                                                        | 73                                                         | 52                                                         |
| 1988                                                       | 571                                                        | 89                                                         | 55                                                         |
| 1989                                                       | 640                                                        | 54                                                         | 71                                                         |
| 1990                                                       | 601                                                        | 66                                                         | 61                                                         |
| 1991                                                       | 616                                                        | 87                                                         | 57                                                         |
| 1992                                                       | 669                                                        | 61                                                         | 70                                                         |
| 1993                                                       | 511                                                        | 63                                                         | 59                                                         |
| 1994                                                       | 572                                                        | 41                                                         | 45                                                         |
| 1995                                                       | 626                                                        | 78                                                         | 84                                                         |
| 1996                                                       | 446                                                        | 58                                                         | 55                                                         |
| 1997                                                       | 609                                                        | 43                                                         | 49                                                         |
| 1998                                                       | 460                                                        | 32                                                         | 12                                                         |
| 1999                                                       | 291                                                        | 30                                                         | 18                                                         |
| 2000                                                       | 355                                                        | 52                                                         | 30                                                         |
| 2001                                                       | 353                                                        | 30                                                         | 22                                                         |
| 2002                                                       | 405                                                        | 23                                                         | 18                                                         |
| 2003                                                       | 440                                                        | 26                                                         | 18                                                         |
| 2004                                                       | 413                                                        | 23                                                         | 26                                                         |
| 2005                                                       | 453                                                        | 19                                                         | 14                                                         |
| 2006                                                       | 312                                                        | 24                                                         | 14                                                         |
| 2007                                                       | 385                                                        | 20                                                         | 16                                                         |
| 2008                                                       | -                                                          | -                                                          | -                                                          |
| 2009                                                       | 502                                                        | 13                                                         | 9                                                          |
| 2010                                                       | -                                                          | -                                                          | -                                                          |
| 2011                                                       | -                                                          | -                                                          | -                                                          |
| 2012                                                       | 394                                                        | 17                                                         | 8                                                          |
| 2013                                                       | 412                                                        | 39                                                         | 5                                                          |
| 2014                                                       | 398                                                        | 31                                                         | 16                                                         |
| 2015                                                       | 297                                                        | 34                                                         | 28                                                         |
| 2016                                                       | 329                                                        | 45                                                         | 45                                                         |
| 2017                                                       | 311                                                        | 49                                                         | 43                                                         |
| 2018                                                       | 339                                                        | 51                                                         | 61                                                         |
| 2019                                                       | 354                                                        | 44                                                         | 52                                                         |
| 2020                                                       | 225                                                        | 43                                                         | 36                                                         |
| 2021                                                       | -                                                          | -                                                          | -                                                          |
| 2022                                                       | 478                                                        | 61                                                         | 62                                                         |
| 2023                                                       | 516                                                        | 172                                                        | 141                                                        |
| 2024                                                       | 510                                                        | 112                                                        | 78                                                         |

## Hommage
En l'hommage aux nombreux mineurs qui, venant de Flandre, allaient travailler dans les mines wallonnes, on trouve à l'entrée du bâtiment de verre deux répliques de chevalements miniers.